# إعادة تدوير الإطارات

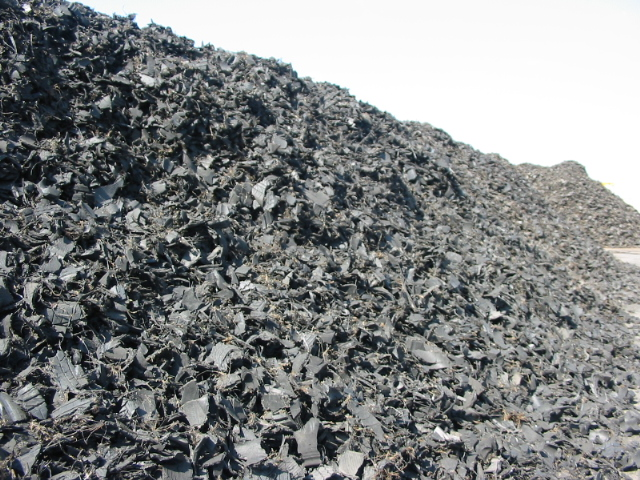
أكوام من الإطارات المقطعة،ضمن عملية إعادة تدوير الإطارات.

إعادة تدویر الإطارات، أو إعادة تدویر المطاط، ھي عملیة تدویر مخلفات الإطارات التي لم تعد صالحة للاستعمال في المركبات بسبب التآكل أو الضرر غیر القابل للإصلاح. تُعد ھذه الإطارات مصدرًا صعبًا للنفایات، بسبب الحجم الكبیر الناتج، قوة تحمل الإطارات والمكونات في الإطار التي تسبب مشكلات للبیئة.
لأن الإطارات شدیدة التحمل وغیر قابلة للتحلل الحیوي، یمكنھا استھلاك مساحة كبیرة في مقالب القمامة. سنة ١٩٩٠، قُدر وجود ما یزید على ملیار من إطارات الخردة في مخزونات الولایات المتحدة. بحلول عام ٢٠١٥، فقط ٦٧ ملیون من الإطارات بقي في المخزونات. بین عامي ١٩٩٤ و٢٠١٠، زاد الاتحاد الأوربي من كمیة الإطارات المعاد تدویرھا من ٢٥٪ من المحذوفات السنویة إلى مایقارب ٩٥٪، استخدمت نحو نصف الإطارات منتھیة الصلاحیة للطاقة، معظمھا في صناعة الأسمنت.
قدیسھلالانحلالالحراريوالمعالجة بالحرارة عملیة إعادة التدویر.إضافة إلى استخدامھا وقودًا، یبقى الاستخدام النھائي الأساسي للإطارات ھو مطاط الفتات.

## دورة حیاة الإطارات
یمكن تلخیص دورة حیاة الإطارات في الخطوات الست التالیة:
١.یعمل تطویرات المنتج والابتكارات مثل المركبات المحسنة وتشكیل الإطارات المحدبة إلى زیادة عمر الإطار، زیادات الاستبدال، سلامة المستخدم وتقلیل مخلفات الإطار.
٢.یقلل التصنیع الصحیح وجودة التسلیم من المخلفات عند الإنتاج.
٣.یقلل التوزیع المباشر من خلال تجار التجزئة من وقت الجرد ویضمن ذلك طول عمر￼ المنتجات وسلامتھا للمستھلكین.
٤.یؤثر استخدام المستھلكین وخیارات الصیانة مثل دوران الوقود والمحاذاة على تآكل الإطارات وسلامة التشغیل.
٥.یضع التجار والشركات المصنعة سیاسات على الاسترجاع، التجدید والتبدیل لتقلیل المخلفات الناتجة من الإطارات وتفرض المسؤولیة على نقل الإطار إلى وجھتھ أو على تقلیده.
٦.تخلق إعادة تدویر الإطارات بالإستراتیجیات الحدیثة التي تحرق أو تعالج المخلفات إلى منتجات جدیدة، مشاریع حیویة وترضي السیاسات العامة.

## استخدامات

### تصنیع الأسمنت
یمكن استخدام الإطارات القدیمة وقودًا بدیلًا في تصنیع الأسمنت البورتلاندي، عنصرًا رئیسيًا في الكونكریت. تدخل الإطارات الكاملة عادةً إلى أفران الأسمنت، أو بإسقاطھا خلال فتحة موجود في منتصف فرن رطب طویل. تسبب درجة حرارة الغاز العالیة )1000 - 1200 درجة سیلیزیة( الاحتراق الفوري الكامل ودون دخان للإطار. قد تُقطَع الإطارات إلى رقائق بسمك 10-5 ملیمتر، لیمكن حقنھا في غرفة احتراق ماقبل التكلیس. تُطلَب بعض مدخلات الحدید في تصنیع الأسمنت، لھذا يُعد محتوى الحدید في الإطارات ذات الأحزمة الفولاذیة مفیدًا للعملیة.
تغییر الغرض إضافة إلى إعادة تدویرالإطارات، یمكناستخدامالإطارالقدیمفياستخدامجدید.
تحوّل الإطارات القدیمة في بعض الحالات إلى أرجوحة للعب. یتیح الاستخدام المبتكر طریقة سھلة لإیجاد غرض لإطار قدیم موجود غیر ملائم للاستخدام على الطریق.

## مخاوف بیئیة
بسبب المعدن الثقیل وغیره من المحتوى الملوِث، تشكل الإطارات خطرًا لتسرب السموم إلى المیاه الجوفیة عندما توضع في الترب الرطبة. أظھرت الابحاث أن حدوث التسرب ضئیل جدًا عندما تستخدم الإطارات الممزقة مواد تعبئة خفیفة، ومع ذلك، وضعت قیود على استخدام ھذه المواد، تُقیم كل منطقة على حدة لتحدید مناسبة المنتج للظروف المعنیة.
فیما یتعلق بمنسوب المیاه الجوفیة، تظھر غالبیة الأدلة عدم تسبب الركام المشتق من الإطارات أو الإطارات الممزق- في تجاوز معاییر میاه الشرب الأولیة للمعادن. ومن غیر المحتمل أن تزید بقایا الإطارات من مستویات المعادن بمعاییر میاه الشرب الأولیة أعلى من المستویات الأساسیة التي تحدث طبیعيًا.

## التخلص من مدافن النفايات
الإطارات غير مرغوبة في مدافن النفايات، نظرًا لأحجامها الكبيرة، واحتوائها على 75٪ من المساحة الخالية. قد تحبس الإطارات غازات الميثان، مما يجعلها تطفو على السطح. قد يؤدي تأثير «الطفو» هذا إلى إتلاف الطبقة العازلة لمدافن النفايات التي قد رُكِّبت من أجل المساعدة في منع ملوثات مدافن النفايات من تلويث المياه السطحية والجوفية المحلية.
تُستخدَم الإطارات المُقطَّعة حاليًا في مدافن النفايات، لتحل محل مواد البناء الأخرى، من أجل تعبئة خفيفة الوزن في أنظمة تنفيس الغاز، وأنظمة جمع الرشاحة، ومواد العزل التشغيلية. قد تُستخدَم أيضًا مادة الإطارات المقطعة لتغطية مدافن النفايات أو إغلاقها أو تغطيتها يوميًا. يعتبر استخدام إطارات الخردة كمواد تعبئة خلفية وتغطية أكثر فعالية من حيث التكلفة، إذ يمكن تمزيق الإطارات في الموقع بدلًا من سحب مواد التعبئة الأخرى.